# Novozelandska patka
Novozelandska patka (lat. Aythya novaeseelandiae) je vrsta patke iz potporodice ronilica. Endem je Novog Zelanda, a tu je zovu papango, također matapouri, titiporangi i raipo.
Tamnosmeđe je boje. Mužjak ima upečatljivu žutu šarenicu i tamno obojenu (zelenkastu) glavu. Ženka je slična mužjaku, samo ima svjetliju glavu i nema žute oči.